# Tervingi
Tervingi so bili gotsko ljudstvo, ki je v 3. in 4. stoletju živelo na obdonavskih ravninah zahodno od Dnestra.  Bili so v tesnih stikih z gotskimi Grevtungi, ki so še v poznem Rimskem in zgodnjem Bizantinskem cesarstvu živeli vzhodno od Dnestra.

## Etimologija
Ime Tervingi bi lahko pomenilo "gozdni ljudje". Trditev podpirajo dokazi, da so se za razlikovanje ljudstev, ki so v predgotskam in gotskem obdobju živela severno od Črnega morja,  pogosto uporabljali geografski deskriptorji. Imeni Tervingov in Grevtungov pred poznim 3. stoletjem nista znani. Ime Tervingi bi lahko bilo tudi skandinavskega izvora.

## Zgodovina

### Zgodnja zgodovina
Tervingi kot posebno ljudstvo se prvič omenjajo leta 268, ko so napadli Rimsko cesarstvo.  Opustošili so rimski provinci Panonijo in Ilirik in grozili sami Italiji, vendar so bili še isto pomlad v bitki blizu sedanje slovensko-italijanske meje poraženi. Jeseni so bili ponovno poraženi v bitki pri Naissu. V naslednjih treh letih sta jih cesarja Klavdij II. Got in Avrelijan v nizu vojnih pohodov potisnila nazaj preko Donave. Tervingom je uspelo obdržati Dakijo, od kjer se je Avrelijan umaknil leta 271.

### Prva omemba
Delitev Gotov je prvič omenjena leta 291. Približno takrat so v evlogiju cesarja Maksimijana (vladal 285-305), ki je nastal kmalu po letu 291 ali morda v Trierju 20. aprila 292, prvič omenjeni tudi Tervingi: "Tervingi so drugi del Gotov" (Thervingi pars alia Gothorum), ki so se združili s Tajfali, da bi skupaj napadli Vandale in Gepide. Ime Vandali je verjetno napačno in se nanaša na Viktohale, ker Evtropij poroča, da so okoli leta 360 v Dakiji poleg Tajfalov in Tervingov živeli tudi Viktohali.

### Gotska vojna (367–369)
Leta 367 je cesar Valens napadel Tervinge severno od Donave. Do večjega spopada med njimi ni prišlo, ker se je glavnina Gotov umaknila v Montes Serrorum (verjetno v južne  Karpate). Amijan Marcelin pravi, da Valerijan ni našel nikogar, s katerim bi se vojskoval (nullum inveniret quem superare poterat vel terrere), ker so vsi pobegnili v gore (omnes formidine perciti... montes petivere Serrorum). Naslednje leto je poplava Donave Rimljanom preprečila prečkanje reke. Leta 369 je Valens prodrl globoko na gotsko ozemlje in zmagal v nizu spopadov z Grevtungi in verjetno tudi s Tervingi. Sprti strani sta nato sklenili mir.

### Gotska vojna (376–382)
Tervingi so ostali v zahodni Skitiji (verjetno sedanja Moldavija in Vlaška) do leta 376, ko je eden od njihovih vodij, Fritigern, zaprosil rimskega cesarja Valensa za dovoljenje, da se s svojim ljudstvom naseli na južni strani Donave v upanju, da bo tam našel zatočišče pred Huni. Valens mu je prošnjo odobril. Ker Tervingi po preselitvi niso dobili niti hrane niti obljubljene zemlje, je izbruhnila lakota in so se uprli. V odkritem uporu, ki je trajal šest let, so plenili in pustošili po Balkanu in v odločilni bitki pri Odrinu leta 378 ubili cesarja Valensa in uničili celo rimsko armado. Rimski poraz je pretresel ves rimski svet. Rimljane je prisilil k pogajanjem in naselitvi barbarov na njihovo ozemlje in dolgoročno pripomogel k dokončnemu propadu Rimskega cesarstva.

## Arheologija
Tervingi in njihovi sosedje Grevtungi so po času in prostoru spadali v arheološko mureško-černjahovsko kulturo.

### Naselja
Za černjahovsko kulturo so značilne  skupine naselij na odprtih prostorih v rečnih dolinah. Hiše so imele vkopane bivalne prostore, pritličja in hleve za živino. Največje znano naselje Budesty je merilo 35 hektarjev. Večina naselij ni bila utrjena.

### Pogrebni običaji
Za mureško-černjahovska pokopališča so značilni žarni in telesni pokopi. Pri slednjih je bila pokojnikova glava na severni strani. Nekatere grobove so pustili tudi prazne. V grobove so pogosto pridajali lončenino, koščene glavnike in železno orodje in skoraj nikoli orožja.

## Vera
Tervingi so prvotno prakticirali eno od oblik germanskega mnogoboštva, kar dokazujeta Sabovo (ali Savovo) mučeništvo in Vulfilov prevod Svetega pisma v gotščino. Nekaj mesecev v letu je bilo svetih. Rimski ujetniki so mednje prinesli krščanstvo, a so nekateri kralji a prvirženci širjenju nasprotovali. Preganjanje potrjujeta zgodbi o Vereku in Batvinu in mnogo drugih, ki so zbežali v rimsko provinco Mezijo. Vulfila je Sveto pismo prevajal v izgnanstvu.
Tervingi iz Dakije so prestopili v arijanstvo, ki je bilo v nasprotju z načeli katolištva. V poznem 4. in 5. stoletju je katolištvo doseglo verski monopol.

## Jezik
Tervingi so tako kot drugi Goti govorili danes izumrli vzhodnogermanski gotski jezik.

## Povezava z Vesi/Vizigoti
Herwig Wolfram trdi, da se v Notitii Dignitatum v sklicih za leta 388–391 Vesi, kasneje znani kot Vizigoti, enačijo s Tervingi, v Notitii sami pa to ni povsem jasno opredeljeno. Enačenje Vesov/Vizigotov s Tervingi in enačenje Grevtungov z Ostrogoti je še vedno predmet akademskih razprav. Wolfram trdi tudi to, da primarni viri vedno uporabljajo kombinaciji imen Tervingi/Grevtungi in Vesi/Ostrogoti in parov nikoli ne mešajo. Trditev, da so bili Tervingi Vesi/Vizigoti in Grevtungi Ostrogoti, potrjuje tudi Jordanes, ki vizigotske kralje od Alarika I. do Alarika II. opredeljuje kot naslednike tervinškega kralja Atanarika iz 4. stoletja, ostrogotske kralje od Teodorika Velikega do Teodahada pa kot naslednike grevtunškega kralja Ermanarika. Ta razlaga, četudi je zelo pogosta, med sodobnimi znanstveniki ni dokončna.
Wolfram zaključuje, da sta bili imeni Tervingi in Grevtungi geografska identifikatorja, ki sta ju obe ljudstvi uporabljali za opis drugega. Obe imeni sta se po vdoru Hunov in preselitvi Gotov v Rimsko cesarstvo opustili. Wolfram svojo trditev podpira s citiranjem Zosima, ki omenja skupino "Skitov" severno od Donave, katero barbari severno od reke Ister (Donava) imenujejo "Grevtungi". Wolfram zaključuje, da so bili omenjeni Grevtungi Tervingi, ki so po vdoru Hunov ostali na severu. Nadalje je prepričan, da sta imeni Vesi in Ostrogoti ljudstvi uporabljali za bahav opis  samih sebe.
Imeni Grevtungi in Tervingi sta se kmalu po letu 400 opustili. Po prihodu v Rimsko cesarstvo so na splošno postopoma izginili tudi vsi drugi izrazi za razločevanje gotskih ljudstev.

## Voditelji
- Atanarik, kralj (369–381)
  - Rotestej, podkralj[16]
  - Fritigern, vodja upora (okoli 376–okoli 380)